# Bronchorrhée
La bronchorrhée est la production de plus de 100 mL d'expectoration aqueuse par jour. La bronchite chronique en est une cause fréquente, mais elle peut également être due à l'asthme, la contusion pulmonaire, la bronchectasie, la tuberculose, le cancer, les piqûres de scorpion, l'hypothermie sévère et l'empoisonnement aux organophosphates et à d'autres poisons. Une bronchorrhée massive peut survenir en cas d'adénocarcinome pulmonaire in situ ou de cancer avec métastases bronchoalvéolaires,,. Elle survient généralement dans le contexte d'un traumatisme de la paroi thoracique, dans lequel elle peut entraîner une atélectasie lobaire.